# Der Boden ist Lava
Der Boden ist Lava (Originaltitel: Floor Is Lava) ist eine US-amerikanische Reality-Spielshow mit Rutledge Wood, basierend auf dem gleichnamigen Geländespiel. Die erste Staffel erschien am 19. Juni 2020 auf Netflix. 2022 erschienen mit jeweils fünf Episoden die zweite Staffel am 3. Juni und die dritte Staffel am 30. September.

## Format
Die Show basiert auf dem gleichnamigen Geländespiel für Kinder Der Boden ist Lava, das in Räumen oder etwa auf Spielplätzen gespielt werden kann, wobei die Spieler so tun, als sei der Boden mit Lava bedeckt, sodass sie diesen nicht berühren dürfen und sich nur auf dem Mobiliar durch den Raum oder das Areal bewegen können. In der Show findet das Spiel in einem einzigen großen Raum mit einem Ein- und Ausgang statt, der für jede Episode wie ein bestimmtes Zimmer dekoriert ist (zum Beispiel Keller, Küche, Arbeitszimmer). Der Boden ist mit blubberndem, hellrot gefärbtem Wasser als Imitation von Lava bedeckt und mit Mobiliar oder großen Objekten, passend zu dem entsprechenden Zimmer, gefüllt. Mitspieler, die in das Wasser fallen bzw. in der Lava versinken, scheiden aus, wobei so getan wird, als würden sie in der Lava sterben.
Pro Episode (genannt Level) treten in der Regel drei Teams von je drei Personen nacheinander an. Während der Durchgänge der Teams kommentiert Rutledge Wood aus dem Off (deutscher Sprecher Uwe Thomsen). Das Ziel ist, vom Eingang durch den Raum zum Ausgang zu gelangen, indem man sich über die Objekte im Raum bewegt oder an Klettermöglichkeiten an der Wand entlang, wo häufig auch das Ziehen an einem Seil eine Hilfe aktiviert. Nutzbar sind auch kleine Objekte wie Gemälde und Schubladen sowie versteckte Mechanismen wie Kurbeln und ausziehbare Tische, was die Distanz zwischen Objekten oder zum Ausgang verringert. In der ersten Staffel befinden sich vor dem Ausgang zu Beginn drei Stufen, die mit der Zeit im Wasser bzw. der Lava versinken, wodurch für langsamere Teams die Distanz vom letzten Objekt zum Ausgang größer wird. In der zweiten Staffel muss jedes Teammitglied auf dem Weg zum Ausgang jeweils einen Pass von einem verschiedenen Objekt einsammeln, um den Ausgang passieren zu dürfen.
Für jedes Mitglied, das zum Ausgang gelangt, erhält das Team einen Punkt; in der ersten Staffel hat ein Level das Team mit den meisten Punkten gewonnen, bei Gleichstand zusätzlich mit der schnelleren Zeit. Da die Teams nacheinander antreten, wird der Versuch des nachfolgenden Teams ohne Punktevergabe abgebrochen, sobald es mehr Mitglieder verliert als das vorangegangene Team, da es in diesem Fall nicht mehr gewinnen kann. In der zweiten Staffel kommen pro Episode die beiden besten Teams weiter zu einem direkten Duell gegeneinander, bei dem sie über Dächer zu einem Vulkan gelingen und diesen mit Steinen blockieren müssen. Das Team, das schneller fertig ist, gewinnt die Episode; das Verliererteam rutscht auf einer Rutsche (den Lavafluss des Vulkans) in die Lava.
Die jeweiligen Siegerteams treffen nach dem Ausgang auf Rutledge Wood und erhalten 10.000 US-Dollar sowie eine Lavalampe.

## Episoden
| Staffel | Episoden | Veröffentlichung   |
| ------- | -------- | ------------------ |
| 1       | 10       | 19. Juni 2020      |
| 2       | 5        | 3. Juni 2022       |
| 3       | 5        | 30. September 2022 |

### Staffel 1
In der ersten Staffel ist die Bezeichnung des Raums zugleich der Episodentitel. Die Gewinnerteams sind durch Fettmarkierung hervorgehoben.
| Nr. | Raum/Level                                     | Teams                 | Teams                      | Punkte |
| --- | ---------------------------------------------- | --------------------- | -------------------------- | ------ |
| 1   | Der Keller: Level 1 Historisches Museum        | Shadi & the Twins     | Shadi, Talia, Bryce        | 2      |
| 1   | Der Keller: Level 1 Historisches Museum        | Virzi Triplets        | Alex, Sean, Mitchell       | 0      |
| 1   | Der Keller: Level 1 Historisches Museum        | The Pastors           | Katy, Johnny, Danny        | 2      |
| 2   | Das Schlafzimmer: Level 1                      | Tennis-Trio           | Joezen, Alec, Ian          | 1      |
| 2   | Das Schlafzimmer: Level 1                      | Teachers              | Ray, Lindsay, Rabi         | 2      |
| 2   | Das Schlafzimmer: Level 1                      | Little League Dads    | Scott, Andy, Mike          |        |
| 3   | Das Planetarium: Level 1                       | Mama's Boys           | Jordan, Jerrold, Lajuan    | 1      |
| 3   | Das Planetarium: Level 1                       | Triple-Threat         | Nick, Kay, Xavier          | 0      |
| 3   | Das Planetarium: Level 1                       | Edutainers            | Karl, Teresa, Dan          | 0      |
| 4   | Die Küche: Level 1                             | The Doctors           | Raf, Jennifer, DJ          | 1      |
| 4   | Die Küche: Level 1                             | The Nurses            | Jessica, Felicia, Mariah   | 1      |
| 4   | Die Küche: Level 1                             | Party-Animals         | Lehong, Alex, Ryan         | 3      |
| 5   | Das Arbeitszimmer: Level 1 Abenteuerexpedition | Flight Attendants     | Jocelyn, Chiklet, Michelle | 3      |
| 5   | Das Arbeitszimmer: Level 1 Abenteuerexpedition | Fierce Ladies on Fire | Annie, Sherrie, Shana      |        |
| 5   | Das Arbeitszimmer: Level 1 Abenteuerexpedition | Total Package         | Bryceson, Guy, Devon       | 3      |
| 6   | Die Küche: Level 2                             | Karaoke-Crew          | Jason, Todd, Steven        | 1      |
| 6   | Die Küche: Level 2                             | Alpha Betta Fish      | Nick, Adrian, Christian    | 2      |
| 7   | Das Planetarium: Level 2                       | The Bostonians        | Alex, Anthony, Chris       | 0      |
| 7   | Das Planetarium: Level 2                       | The Siblings          | David, Stacey, Mike        | 2      |
| 7   | Das Planetarium: Level 2                       | Tri Force Heroes      | Tiera, Kaba, Diamond       |        |
| 8   | Der Keller: Level 2                            | Battling Bros         | Jordan, Nick, Christian    | 0      |
| 8   | Der Keller: Level 2                            | Retail Co-Workers     | Ariane, Karl, Anna         | 1      |
| 9   | Das Schlafzimmer: Level 2                      | Basketballers         | Alyssa & Janine            | 0      |
| 9   | Das Schlafzimmer: Level 2                      | The Climbers          | Kendall & Austin           | 2      |
| 9   | Das Schlafzimmer: Level 2                      | The Extinguishers     | Zeki & Zach                |        |
| 10  | Das Arbeitszimmer: Level 2                     | The Bros              | Jugal, Jordan, Jerry       | 0      |
| 10  | Das Arbeitszimmer: Level 2                     | SD Babes              | Keara, Kayleigh, Olivia    | 3      |
| 10  | Das Arbeitszimmer: Level 2                     | Gain Squad            | Jordan, Christina, Sam     | 3      |

### Staffel 2
In der zweiten Staffel treten pro Episode die zwei besten Teams anschließend im direkten Duell an. Hervorgehoben in Fettdruck ist der Sieger dieses Duells und damit Gesamtsieger der Episode, was nicht automatisch das Team mit den meisten Punkten des vorangehenden Vergleichs ist. Das zweite Team, das es zum Vulkan geschafft hat, ist kursiv hervorgehoben.
| Nr. | Episodentitel                               | Raum             | Teams                | Teams                       | Punkte |
| --- | ------------------------------------------- | ---------------- | -------------------- | --------------------------- | ------ |
| 1   | Die Rückkehr der Virzi-Triplets             | Die Garage       | Stand-Up-Squad       | Danny, Tommy, Willie        | 1      |
| 1   | Die Rückkehr der Virzi-Triplets             | Die Garage       | Bad Daditude         | Luke, Tanner, Chris         | 2      |
| 1   | Die Rückkehr der Virzi-Triplets             | Die Garage       | Virzi Triplets       | Alex, Sean, Mitchell        | 0      |
| 2   | Kickballer, Ballerinas und Kampfkunstprofis | Das Spielzimmer  | The Kickballers      | Jaymarlon, Brandon, Kennaye | 2      |
| 2   | Kickballer, Ballerinas und Kampfkunstprofis | Das Spielzimmer  | Barre Babes          | Anna, Eva, Hallie           | 2      |
| 2   | Kickballer, Ballerinas und Kampfkunstprofis | Das Spielzimmer  | Black Belts          | Gabe, Matt, Nick            | 3      |
| 3   | Mütter gegen Väter                          | Spukdachboden    | Dad Bods             | Steve, Craig, Jeff          | 2      |
| 3   | Mütter gegen Väter                          | Spukdachboden    | Moms of Steel        | Rebecca, Rosanna, Kelly     | 0      |
| 3   | Mütter gegen Väter                          | Spukdachboden    | BAM                  | Param, Meena, Shilpa        | 0      |
| 4   | Es war einmal ein Vulkan                    | Das Kinderzimmer | Double Bogey Brigade | Jalen, Justin, Darius       | 2      |
| 4   | Es war einmal ein Vulkan                    | Das Kinderzimmer | Foxy Sisters         | Annmarie, Emily, Izzy       | 1      |
| 4   | Es war einmal ein Vulkan                    | Das Kinderzimmer | Big Top Besties      | A.J., Torrence, Mar         | 0      |
| 5   | Heißer als Lava                             | Das Spielzimmer  | Too Hot              | Harry, Chase, Tayler 1      | 2      |
| 5   | Heißer als Lava                             | Das Spielzimmer  | Content Creators     | Larray, Mario, Santea       | 3      |
| 5   | Heißer als Lava                             | Das Spielzimmer  | Circle               | Courtney, Savannah, Jack 2  |        |

### Staffel 3
| Nr. | Episodentitel                      | Raum             | Teams              | Teams                        | Punkte |
| --- | ---------------------------------- | ---------------- | ------------------ | ---------------------------- | ------ |
| 1   | All Fun and Games                  | Das Spielzimmer  | The Family Campers | Wakeso, BJ, Akia             | 1      |
| 1   | All Fun and Games                  | Das Spielzimmer  | Good Genes         | Kenzie, Marla, Priscilla     | 1      |
| 1   | All Fun and Games                  | Das Spielzimmer  | The Analysts       | TC, Cami, Marc               | 3      |
| 2   | Best Frenemies                     | Das Kinderzimmer | Fitness Fanatics   | Frank, Max, Joey             | 2      |
| 2   | Best Frenemies                     | Das Kinderzimmer | Latin Heat         | Pablo, Max, Layne            | 3      |
| 2   | Best Frenemies                     | Das Kinderzimmer | Best Friends       | Chuck, Kris, Orange 3        | 1      |
| 3   | Putting the Lava in Check          | Die Garage       | Checkmate          | Shane, Angel, Levi           | 1      |
| 3   | Putting the Lava in Check          | Die Garage       | LA Jitterburgs     | Steve, Karine, Hunter        | 0      |
| 3   | Putting the Lava in Check          | Die Garage       | Super Troops       | Stef, Emmalie, Alice         | 0      |
| 4   | Cruisers, Bakers and Bubble Makers | Spukzimmerboden  | Cruise Crew        | Rocky, Jake, Alex            | 0      |
| 4   | Cruisers, Bakers and Bubble Makers | Spukzimmerboden  | Bakers             | Annie, Shellby, Jasmine      | 1      |
| 4   | Cruisers, Bakers and Bubble Makers | Spukzimmerboden  | Mermaids           | Orielle, Naiya, Quintessence | 1      |
| 5   | Child’s Play                       | Das Kinderzimmer | Zip Zap Zop        | Marta, Zach, Robert          | 1      |
| 5   | Child’s Play                       | Das Kinderzimmer | The Unstoppables   | Amirah, Alana, Chanel        | 0      |
| 5   | Child’s Play                       | Das Kinderzimmer | The Roommates      | Luke, Maria, Esteban         | 0      |

## Produktion
Die Show entwickelten Megan McGrath und Irad Eyal. Die Räume wurden in einem ehemaligen Ikea-Gebäude in Burbank aufgebaut. Von der Lava, deren Rezeptur die Produzenten geheim halten, gab es insgesamt 100.000 Gallonen: 80.000 im Studiotank und 20.000 als Reserve. Sie wurde nach drei Monaten Recherche entwickelt, in denen mindestens 50 Formeln ausprobiert wurden. Für das Design der Räume dienten als Inspiration Filme wie Jäger des verlorenen Schatzes und Nachts im Museum, wodurch zunächst die Idee bestand, das Set als Naturkundemuseum zu gestalten, was zu einer Villa geändert wurde, sowie Videospiele wie Uncharted: Drakes Schicksal. Diese lieferten auch die Idee, die Räume „aufzuleveln“, also zweite Level zu kreieren. Damit die Spieler, um die Illusion nicht zu brechen, keine Sicherheitsausrüstung tragen müssen, wurden alle Objekte eigens dafür gebaut, dass sowohl die Gegenstände als auch die Spieler Kontakt aushalten, ohne Schaden zu nehmen. Weitere Mechanismen wurden entwickelt, um die Lava gezielt beispielsweise aufspritzen und Blasen bilden zu lassen.
Die erste Episode wurde dem während der Produktion verstorbenen Tim Sullivan, einem der Executive Producers und Geschäftspartner des Showrunners Anthony Carbone, gewidmet.
Im April 2021 wurde die Show um eine zweite Staffel verlängert. Diese besteht aus fünf Episoden und enthält als neues Element einen Vulkan. Die Ergänzung erklärt Executive Producer Arthur Smith damit, dass nach der ersten Staffel diskutiert wurde, wie die Lava in das Haus gelangt sein solle. „Wir sagten, diese Lava muss von irgendwo herkommen. Natürlich muss sie aus einem Vulkan kommen, einem Vulkan auf dem Dach.“

## Veröffentlichung
Der Boden ist Lava erschien mit einer ersten Staffel von zehn Episoden am 19. Juni 2020, nachdem vier Tage vorher ein Trailer veröffentlicht worden war, während der Covid-19-Pandemie, wie auch als weitere Spielshows etwa Holey Moley (Minigolf) bei ABC und Ultimate Tag (Fangen) bei FOX. USA Today bezeichnet dies als „Sommer der Albernheiten“, eine eskapistische Alternative zur Pandemie und sozialen und politischen Unruhen.
2022 erschienen mit jeweils fünf Episoden die zweite Staffel am 3. Juni und die dritte Staffel am 30. September.

## Rezeption

### Erfolg
Auf Netflix war Der Boden ist Lava im Juni die fünftbeliebteste Show und stand für die zwölf letzten Tage des Monats seit ihrer Veröffentlichung auf der Spitzenposition der amerikanischen Top-10-Liste, aus der sie erst am 15. Juli fiel.
Als Erklärung für den Erfolg der Show werden mehrere Faktoren vermutet, neben der Nostalgie des Kinderspiels und der Möglichkeit, es nachzuspielen, auch der Umstand, dass sie während der COVID-19-Pandemie veröffentlicht wurde, während der keine Sportwettbewerbe und Fernsehübertragungen dieser stattfinden. Die Zuschauer könnten den Fernseher anschreien, das Team oder die Lava anfeuern und sich vorstellen, wie sie selbst die Situation gelöst hätten.
Ben Travers analysiert für IndieWire das Geheimnis des Erfolgs der Show. Ihr Reiz liege daran, dass sie für alle zugänglich und als Spielshow nicht überkompliziert worden sei. Das Konzept Der Boden ist Lava brauche kaum irgendwelche Erklärungen, weil jeder weiß, was es bedeutet. Als weiterer Schlüssel des Erfolgs nennt er, dass sie familienfreundlich sei und damit zeitgemäßer. Familien könnten zuhause ihren eigenen Parcours aufbauen. "Jegliche Gelegenheit, den Raum umzugestalten, in dem man für Monate eingesperrt war, klingt gerade richtig gut, wie körperliche Indoor-Aktivitäten. Der Boden ist Lava schlug zu einer Zeit ein, als das Publikum nicht nur eine Flucht, sondern auch Inspiration bräuchte, und lieferte beides."

### Rezensionen
Stuart Heritage für den britischen Guardian findet, die Show passe perfekt, um das Gehirn abzuschalten. Sie sei albern genug zur Zerstreuung, ohne Beteiligung einzufordern. "Mehr als alles andere ist Der Boden ist Lava Spaß. Sie wird keine Preise gewinnen oder auf Jahresendlisten landen. Aber als Teil purer Unterhaltung erreicht sie ihr Ziel völlig. Wenn man sie schaut, wünscht man sich, man würde mitspielen. [...] Sie hat den Lockdown gerettet."
Meghan O’Keefe schreibt für Decider, die Show sei durchtränkt von Schadenfreude und zu Beginn scheine es, als nehme sie ihre verrückte Grausamkeit völlig an, wenn getan wird, als würden die scheiternden Kandidaten in der Lava sterben. Sie kritisiert aber, dass die Show sich nicht ausreichend in ihre Vorzüge hineinkniee, sondern etwa Zeit mit Interviews der Teams verschwende und damit, dass die Durchgänge in Echtzeit gezeigt werden. "Der Boden ist Lava ist genau der stumpfsinnige Unsinn, von dem wir angezogen werden in den heißen und feuchten Sommertagen, aber sie könnte so viel besser sein. Sie sollte lernen, sich härter in seinen Wahnsinn hereinzuhängen und sein verrücktes Konzept vollständig anzunehmen."
Emily Heller von Polygon zieht einen Vergleich zwischen Sommer-Spielshows wie Der Boden ist Lava und Ultimate Tag und den Olympischen Sommerspielen, die 2020 verschoben wurden, und sieht die Qualität der Spielshows im Spaßfaktor, weil sie ohne Regularien verrückt sein können. "Während ihre Prämissen natürlich offensichtlich absurd sind, sind sie eine Freude anzuschauen, weil die Kandidaten, Moderaten und andere Besetzungsmitglieder den Wettkampf ernstnehmen, selbst wenn sie sich in die Absurdität hereinhängen. [...] Und es ist ehrlich genussvoll, dass sie die ganze Zeit in ihrer Rolle bleiben."

### Nominierung
- MTV Movie & TV Awards 2021: Beste Gameshow